# Ḩamdollāhābād
Ḩamdollāhābād (persiska: حَمدُلّاه آباد) är en ort i Iran.   Den ligger i provinsen Ardabil, i den nordvästra delen av landet, 500 km nordväst om huvudstaden Teheran. Ḩamdollāhābād ligger 31 meter över havet och antalet invånare är 379.
Terrängen runt Ḩamdollāhābād är platt. Runt Ḩamdollāhābād är det ganska tätbefolkat, med 93 invånare per kvadratkilometer. Närmaste större samhälle är Pārsābād, 11,5 km väster om Ḩamdollāhābād. Trakten runt Ḩamdollāhābād består till största delen av jordbruksmark.